# Fórum de Mundo Imperial
Forum Mundo Imperial es un centro de espectáculos ubicado en Acapulco, Guerrero, en el sur de México. Cuenta con una capacidad para 4000 personas y es sede de eventos artísticos y culturales, tales como conciertos, producciones de Broadway, obras teatrales, espectáculos familiares y funciones especiales. Se ubica en la zona de Acapulco Diamante.

## Diseño
Su diseño comprende una fachada cubierta por 4985 luminarias de ledes distribuidos de forma tal que permite proyectar 16,7 millones de combinaciones de colores; colocándole como la instalación de ledes más grande de América Latina.[cita requerida] Su construcción permite que la butaca más lejana se encuentre a treinta y cinco metros del escenario y la más cercana a solo dos metros. Fue diseñada por el arquitecto José de Arimatea Moyao.

## Eventos
Desde su apertura, el Fórum ha recibido a artistas como Chayanne, Luis Miguel, Wisin y Yandel, Camila, Fey, Gustavo Cerati, Alejandro Fernández, The Cranberries, Gloria Trevi, Paul Anka, Yuri, Ricky Martin, Ha*Ash, Vicente Fernández CD9 Emmanuel Mijares Yuridia y muchos más, además de ser anfitrión de eventos de como Premios TVyNovelas, Premios Telehit y el Festival Internacional de Cine de Acapulco. 
En mayo de 2012, fue por primera vez sede del Festival Acapulco, el cual se había dejado de festejar desde 2005.